# توماس غروفر
توماس غروفر (بالإنجليزية: Thomas Grover)‏ هو محامي وقاضي وسياسي أمريكي، ولد في 22 يوليو 1807، وتوفي في 20 فبراير 1886.